# ドナルドの蜂蜜泥棒
『ドナルドの蜂蜜泥棒』（ドナルドのはちみつどろぼう、原題：Bee on Guard）は、ウォルト・ディズニー・プロダクション（現：ウォルト・ディズニー・カンパニー）が製作した1951年11月14日公開のアニメーション短編映画作品。ドナルドダック・シリーズの第102作である。

## あらすじ
庭の手入れをしていたドナルドは、偶然蜜を集めるミツバチの群れを見つける。ドナルドは群れの後を追いかけ、お城の蜂蜜を奪おうとするが門番のハチにより一度は失敗する。ドナルドが乗り出した作戦とは、ミツバチに変装して門番に仲間だと思わせて蜂蜜を奪う。これによって、お城の蜂蜜が盗まれたことが発覚すると門番は役立たずとして、お城から追い出されてしまう。落ち込む門番が下で見たものは、蜂蜜だった。

## スタッフ
- 製作：ウォルト・ディズニー
- 監督：ジャック・ハンナ
- 脚本：ビル・バーグ、ニック・ジョージ
- 音楽：オリバー・ウォレス
- 美術：エール・グレイシー
- 背景：
- 原画：ビル・ジャスティス、ヴォルス・ジョーンズ、ボブ・チャールソン、ジョージ・クライスル

## キャスト
| キャラクター   | 原語版               | 旧吹き替え版 | 新吹き替え版 |
| -------------- | -------------------- | ------------ | ------------ |
| ドナルドダック | クラレンス・ナッシュ | 関時男       | 山寺宏一     |
| ナレーター     | -                    | 土井美加     | -            |

## 日本での公開

### 収録
- 『ドナルドのギャグ・ファクトリー』（DVD、ブエナ・ビスタ・ホームエンターテイメント、新吹き替え版）